# Rzut (algebra liniowa)
Rzut lub projekcja – uogólnienie pojęcia rzutu znanego z geometrii elementarnej: idempotentny endomorfizm liniowy określony na danej przestrzeni liniowej, czyli operator liniowy zachowujący swój obraz, tzn. dla którego każdy element obrazu jest punktem stałym tego przekształcenia.
Rzuty/projekcje ortogonalne są uogólnieniem pojęcia rzutu prostokątnego z geometrii euklidesowej (zob. osobna sekcja); w przestrzeniach unitarnych (tzn. z iloczynem skalarnym, np. przestrzeniach euklidesowych) są to nie mniej, nie więcej operatory samosprzężone.

## Rzut ukośny

Rzut wzdłuż prostej na prostą

Niech dana będzie przestrzeń liniowa {\displaystyle V} (nad ustalonym ciałem). Przekształcenie liniowe {\displaystyle \mathrm {P} \colon V\to V} tej przestrzeni w siebie spełniające warunek idempotentności
{\displaystyle \mathrm {P} ^{2}=\mathrm {P} ,}
czyli {\displaystyle \mathrm {P} {\big (}\mathrm {P} (\mathbf {v} ){\big )}=\mathrm {P} (\mathbf {v} )} dla każdego {\displaystyle \mathbf {v} \in V} nazywa się rzutem (ukośnym) lub projekcją.
Odwzorowanie {\displaystyle \mathrm {P} } można scharakteryzować w następujący sposób: dowolny wektor {\displaystyle \mathbf {v} \in V} można przedstawić w jednoznaczny sposób w postaci sumy {\displaystyle \mathbf {v} =\mathbf {w} +\mathbf {u} ,} gdzie {\displaystyle \mathbf {w} \in \ker \mathrm {P} } oraz {\displaystyle \mathbf {u} \in \mathrm {im\;P} }. Oznacza to, że {\displaystyle V=\ker \mathrm {P} \oplus \mathrm {im\;P} ,} czyli {\displaystyle V} jest sumą prostą jądra i obrazu {\displaystyle \mathrm {P} .} Jeżeli {\displaystyle V} jest skończeniewymiarowa, zaś {\displaystyle U} jest jej podprzestrzenią liniową, to na mocy twierdzenia o rzędzie istnieje rzut {\displaystyle \mathrm {P} ,} dla którego {\displaystyle \mathrm {im\;P} =U} (jeśli {\displaystyle 0<\dim U<\dim V,} to rzutów określonych na {\displaystyle V} o obrazie {\displaystyle U} jest nieskończenie wiele).
Dla danych podprzestrzeni {\displaystyle W,U} przestrzeni {\displaystyle V} spełniających {\displaystyle V=W\oplus U} przekształcenie {\displaystyle \mathrm {P} \colon V\to V} nazywa się rzutem na {\displaystyle U} wzdłuż {\displaystyle W,} jeśli dla każdego {\displaystyle \mathbf {v} \in V} zachodzi
{\displaystyle \mathrm {P} (\mathbf {v} )\in U} oraz {\displaystyle \mathbf {v} -\mathrm {P} (\mathbf {v} )\in W.}
Jedynymi wartościami własnymi rzutu są zero i jedynka, tzn. widmo rzutu {\displaystyle \mathrm {P} } jest równe {\displaystyle \sigma (\mathrm {P} )=\{0,1\}}; ponadto rzut jest diagonalizowalny i w szczególności (w ciele charakterystyki zerowej) jego ślad jest równy wymiarowi obrazu. Z drugiej strony, jeśli przekształcenie {\displaystyle \mathrm {A} } ma widmo {\displaystyle \sigma (\mathrm {A} )=\{0,1\}} i jest diagonalizowalne, to {\displaystyle \mathrm {A} } jest rzutem.
Jeśli {\displaystyle \mathrm {P} } jest rzutem na {\displaystyle U} wzdłuż {\displaystyle W,} to przekształcenie {\displaystyle \mathrm {Q} =\mathrm {I} -\mathrm {P} \colon V\to V} dane wzorem {\displaystyle \mathrm {Q} (\mathbf {v} )=\mathbf {v} -\mathrm {P} (\mathbf {v} )} jest rzutem na {\displaystyle W} wzdłuż {\displaystyle U}. Tym samym rozkładowi {\displaystyle V=U\oplus W} odpowiada para rzutów {\displaystyle \mathrm {P} ,\mathrm {Q} .}

## Rzut ortogonalny

Rzut ortogonalny na prostą

Jeżeli {\displaystyle \mathrm {P} } jest rzutem (ukośnym) na {\displaystyle U} wzdłuż {\displaystyle W} oraz {\displaystyle V=W\perp U} jest ortogonalną sumą prostą, to {\displaystyle \mathrm {P} } nazywa się rzutem ortogonalnym (na {\displaystyle U} wzdłuż {\displaystyle W}). Wówczas {\displaystyle W=U^{\perp }} jest dopełnieniem ortogonalnym {\displaystyle U,} czyli zachodzi {\displaystyle V=U^{\perp }\oplus U,} a więc {\displaystyle V=(\mathrm {im\;P} )^{\perp }\oplus \mathrm {im\;P} ,} gdyż wtedy {\displaystyle \ker P=(\mathrm {im\;P} )^{\perp },} gdzie {\displaystyle \mathrm {im\;P} } oraz {\displaystyle \ker \mathrm {P} } oznaczają odpowiednio obraz i jądro rzutu {\displaystyle \mathrm {P} .}
Konstrukcja ortogonalnej sumy prostej wymaga istnienia (niezdegenerowanej) symetrycznej formy dwuliniowej określonej na przestrzeni (tzw. przestrzeń ortogonalna): zwykle rozważa się przestrzenie z iloczynem skalarnym (tzw. przestrzenie unitarne); w przypadku przestrzeni nieskończonego wymiaru zakłada się dodatkowo zupełność, co sprawia, że przestrzeń unitarna {\displaystyle V} staje się przestrzenią Hilberta – istnienie zapewnia wtedy twierdzenie o rzucie ortogonalnym. W tym kontekście rzut ukośny nazywa się operatorem idempotentnym, a rzut ortogonalny znany jest jako operator rzutowy.
Rzut jest ortogonalny wtedy i tylko wtedy, gdy jest i) samosprzężony lub ii) normalny lub iii) dodatni (dodatnio określony) lub iv) izometryczny. Rzuty ortogonalne są operatorami ograniczonymi (czyli ciągłymi), a gdy są nietrywialne: o jednostkowej normie operatorowej; z drugiej strony ograniczony (równoważnie: ciągły) operator liniowy {\displaystyle \mathrm {A} } na przestrzeni Hilberta jest rzutem ortogonalnym wtedy i tylko wtedy, gdy {\displaystyle \mathrm {A} ^{*}\mathrm {A} =\mathrm {A} .}
Gdy rozważana przestrzeń jest zespolona, gwiazdkę przy oznaczeniu macierzy należy interpretować jako sprzężenie hermitowskie, w pozostałych przypadkach – jako transpozycję; w przypadku przekształceń gwiazdka oznacza (antyliniowe) przekształcenie sprzężone do danego.
Jeśli {\displaystyle \mathbf {u} _{1},\dots ,\mathbf {u} _{k}} jest bazą ortonormalną podprzestrzeni {\displaystyle U} zaś {\displaystyle \mathbf {A} } oznacza macierz typu {\displaystyle n\times k,} której kolumnami są {\displaystyle \mathbf {u} _{1},\dots ,\mathbf {u} _{k},} to macierz rzutu ortogonalnego dana jest wzorem
{\displaystyle \mathbf {P} _{\mathbf {A} }=\mathbf {AA} ^{*}}
i reprezentuje ona przekształcenie, które można zapisać jako
{\displaystyle \mathrm {P} _{\mathrm {A} }(\cdot )=\sum _{i=1}^{k}\mathbf {u} _{i}\langle \mathbf {u} _{i},\cdot \rangle .}
W szczególności rzut na prostą (przestrzeń jednowymiarową) rozpinaną przez wektor jednostkowy {\displaystyle \mathbf {u} } dany jest wzorem {\displaystyle \mathrm {P} _{\mathbf {u} }(\cdot )=\mathbf {u} \langle \mathbf {u} ,\cdot \rangle ,} a jego macierz ma postać {\displaystyle \mathbf {P} _{\mathbf {u} }=\mathbf {uu} ^{*}}.
Macierz {\displaystyle \mathbf {A} ^{*}} reprezentuje izometrię częściową {\displaystyle \mathrm {A} ^{*},} która znika na dopełnieniu ortogonalnym podprzestrzeni {\displaystyle U,} zaś {\displaystyle \mathrm {A} } jest izometrią, która zanurza {\displaystyle U} w przestrzeń {\displaystyle V.}
Warunek ortonormalności można opuścić; jeżeli {\displaystyle \mathbf {u} _{1},\dots ,\mathbf {u} _{k}} jest bazą (niekoniecznie ortonormalną), a macierz {\displaystyle \mathbf {A} } zawiera te wektory jako kolumny, to rzut ma postać
{\displaystyle \mathbf {P} _{\mathbf {A} }=\mathbf {A} (\mathbf {A} ^{*}\mathbf {A} )^{-1}\mathbf {A} ^{*}.}
Reprezentowane przez tę macierz przekształcenie nadal zanurza {\displaystyle U} w przestrzeń {\displaystyle V,} jednak nie musi być już izometrią.

## Przykłady
- Przekształcenie tożsamościowe jest rzutem ortogonalnym reprezentowanym przez macierz jednostkową, np. {\displaystyle \left[{\begin{smallmatrix}1&0\\0&1\end{smallmatrix}}\right]} (operator jednostkowy jest operatorem rzutowym).

- Przekształcenie liniowe, którego macierz ma postać {\displaystyle \left[{\begin{smallmatrix}1&0\\0&0\end{smallmatrix}}\right],} jest rzutem ortogonalnym, podczas gdy zadane macierzą {\displaystyle \left[{\begin{smallmatrix}0&1\\0&1\end{smallmatrix}}\right]} jest rzutem (ukośnym), ale nie ortogonalnym (pierwsza macierz opisuje operator rzutowy, druga – tylko idempotentny).

- Przestrzeń {\displaystyle \mathrm {L} ^{2}(\mathbb {R} )} funkcji rzeczywistych całkowalnych z kwadratem (w sensie Lebesgue’a) jest ortogonalną sumą prostą przestrzeni {\displaystyle M,N} funkcji parzystych i nieparzystych; rzuty {\displaystyle \mathrm {P} _{M},\mathrm {P} _{N}} odpowiednio na {\displaystyle M,N} dane są wzorami[l]
{\displaystyle \mathrm {P} _{M}f(x)={\tfrac {f(x)+f(-x)}{2}}\qquad {\text{ oraz }}\qquad \mathrm {P} _{N}f(x)={\tfrac {f(x)-f(-x)}{2}},}

przy czym {\displaystyle \mathrm {I} -\mathrm {P} _{M}=\mathrm {P} _{N}.}
- Niech {\displaystyle A} będzie zbiorem mierzalnym {\displaystyle \mathbb {R} ,} np. przedziałem, z funkcją charakterystyczną {\displaystyle \chi _{A}.} Wówczas[l] {\displaystyle \mathrm {P} _{A}f(x)=\chi _{A}(x)f(x)} jest rzutem ortogonalnym {\displaystyle \mathrm {L} ^{2}(\mathbb {R} )} na podprzestrzeń funkcji o nośniku zawartym w domknięciu {\displaystyle {\overline {A}}.}

- Zamiast wspomnianej wcześniej przestrzeni Hilberta {\displaystyle \mathbb {R} ^{n}} z operatorem {\displaystyle \mathrm {P} _{\mathbf {u} }(\mathbf {x} )=\mathbf {uu} ^{*}\mathbf {x} } można rozważać inne: w przypadku przestrzeni ciągów {\displaystyle \ell ^{2}(\mathbb {Z} ),} gdy {\displaystyle \mathbf {u} =\mathbf {e} _{n},} gdzie {\displaystyle \mathbf {e} _{n}=\left(\delta _{k,n}\right)_{k=-\infty }^{+\infty }}[m], oraz {\displaystyle \mathbf {x} =(x_{k}),} to rzut przyjmuje postać {\displaystyle \mathrm {P} _{\mathbf {e} _{n}}(\mathbf {x} )=x_{n}\mathbf {e} _{n}.}

- Jeśli z kolei dana jest przestrzeń {\displaystyle \mathrm {L} ^{2}(\mathbb {T} )} jest przestrzenią funkcji o okresie {\displaystyle 2\pi }[n], a {\displaystyle u=1/{\sqrt {2\pi }}} jest funkcją stałą o jednostkowej normie, to rzut ortogonalny {\displaystyle \mathrm {P} _{u}} przekształca funkcję {\displaystyle f} w jej średnią {\displaystyle \langle f\rangle ,} gdzie
{\displaystyle \langle f\rangle ={\frac {1}{2\pi }}\int _{0}^{2\pi }\!\!f(x)\ \mathrm {d} x.}

Odpowiadający temu rzutowi rozkład ortogonalny, {\displaystyle f(x)=\langle f\rangle +f'(x),} rozbija funkcję na stałą część średnią {\displaystyle \langle f\rangle } i zmienną część {\displaystyle f'} o zerowej średniej.
- Stosowany w matematycznym opisie mechaniki kwantowej operator liczby cząstek dla fermionów jest operatorem rzutowym.